# 萨图·基佩利
萨图·基佩利（芬蘭語：Satu Kiipeli，1980年12月24日—），芬兰女子冰球运动员，场上位置是后卫。她曾代表芬兰国家队参加2006年冬季奥林匹克运动会冰球比赛，获得第四名。